# Kevin Van Hove
Kevin Van Hove-Speltincx (* 15. Oktober 1983 in Merksem/Antwerpen) ist ein belgischer Snookerspieler. In der Saison 2007/08 war er Profispieler auf der Snooker Main Tour.

## Karriere
Kevin Van Hove gehörte zu den besten Snookerspielern seiner Generation in Belgien. 1999 und 2000 wurde er belgischer U16-Meister, von 2002 bis 2004 gewann er dreimal in Folge die nationale U21-Meisterschaft. 2004 holte er sich gleichzeitig den offiziellen Meistertitel bei den Herren. Er nahm auch an internationalen Jugendturnieren teil und erreichte 2001 bei der U19-Europameisterschaft das Viertelfinale. Bei der U21-Weltmeisterschaft kam er aber nie über die Runde der Letzten 32 hinaus.
2004/05 versuchte er dann, sich über die Challenge Tour für das Profisnooker zu qualifizieren. Ihm gelangen zwar Achtungserfolge über Atthasit Mahitthi und Ian Brumby, spätestens in Runde 3 schied er aber bei den Turnieren jeweils aus. Im Jahr darauf endeten alle Auftritte bei 4 der 8 Turniere der PIOS-Tour, die der Challenge Tour nachfolgte, mit Auftaktniederlagen. Der nächste Versuch verlief schon erfolgreicher. Beim zweiten PIOS-Turnier der Saison 2006/07 erreichte er das Halbfinale und verlor gegen den Nordiren Julian Logue. Den bezwang er zwar im fünften Turnier, verlor dann aber gegen Kurt Maflin im Achtelfinale. Die weiteren Ergebnisse blieben dahinter zurück und damit erreichte er in der Endabrechnung nur Platz 24. Dafür wurde er 2007 Amateureuropameister unter anderem mit Siegen über Vincent Muldoon und im Finale über Rodney Goggins mit 7:2. Anschließend setzte er sich auch noch beim EBSA International Play-Off durch und sicherte sich damit für die nächste Spielzeit einen Platz auf der Main Tour.
Zu Beginn der Saison 2007/08 gewann er gleich sein erstes Spiel gegen Kurt Maflin beim Shanghai Masters mit 5:2. In der Gruppenrunde des Grand Prix gewann er allerdings nur ein einziges Match gegen Drew Henry und verpasste die Hauptrunde. Danach verlor er 0:5 gegen Mark Joyce und musste gleich im nächsten Turnier wieder gegen ihn antreten. Wieder verlor er klar und auch in den verbleibenden drei Turnieren blieb er erfolglos. Bei nur 7 Weltranglistenturnieren in der Saison hatte er somit keine Chance, sich auf der Tour zu halten.
Im Jahr darauf versuchte er es gleich wieder mit den PIOS-Turnieren, aber nur einmal kam er bis ins Achtelfinale und schied sonst im Schnitt in der zweiten Runde aus. Auch der Versuch der Titelverteidigung bei der Europameisterschaft endete im Achtelfinale. 2009/10 blieb er in der PIOS-Tour und den Europameisterschaften auch hinter diesen Ergebnissen noch zurück und war weit entfernt von einer Main-Tour-Rückkehr. In der Saison 2010/11 wurde dann die Players Tour Championship (PTC) mit Kleinturnieren eingeführt, an denen Profis und Amateure teilnehmen konnten. Bei zwei Turnieren trat er an und stand in der Hauptrunde, verlor aber gegen seine Profigegner. Bessere Ergebnisse erreichte er bei der Amateurweltmeisterschaft 2011 und den Europameisterschaften 2011 und 2012, wo er jeweils bis ins Viertelfinale kam. 2013 zog er beim PTC-Turnier in Rotterdam erstmals mit einem Sieg über den Profispieler James Cahill in die zweite Hauptrunde ein.
In den folgenden Jahren blieb er den PTC-Turnieren fern und war auch bei den Amateurmeisterschaften nicht mehr so erfolgreich. 2016 versuchte er mit 32 Jahren noch einmal die direkte Main-Tour-Qualifikation über die Q School. In beiden Qualifikationsturnieren schied er aber frühzeitig aus.
Ab 2011 spielte Van Hove auch in der deutschen Snooker-Bundesliga und schloss sich dem BSV Wuppertal an. 2011/12 und 2012/13 wurde er mit dem Verein deutscher Meister. Nach zwei Jahren Pause kehrte er 2016/17 zurück und wurde mit dem 1. SC Mayen-Koblenz Vizemeister.
2018 stand er zum sechsten Mal im Finale der belgischen Meisterschaft und holte sich mit einem Sieg über Julien Leclercq nach 14 Jahren zum zweiten Mal den nationalen Titel. Zwischenzeitlich hatte er 2006, 2007 und 2010 zusammen mit Peter Bullen die belgische Doppel-Meisterschaft gewinnen können.

## Erfolge
Amateurturniere:
- Europameister (2007)
- Belgischer Meister (2004, 2018; Finalist 2008, 2009, 2012, 2017)[2]
- Belgischer U16-Meister (1999, 2000)[3]
- Belgischer U21-Meister (2002, 2003, 2004)[4]
- Belgischer Doppel-Meister (2006, 2007, 2010 – jeweils mit Peter Bullen)[6]